# Chietowo
Chietowo (ros. Хетово) – osiedle w Rosji, w obwodzie archangielskim, w rejonie winogradowskim. W 2010 liczyło 454 mieszkańców.